# Jacques Ferrand (médecin)
Jacques Ferrand, né à Agen vers 1575, est un médecin français auteur d'un traité sur la mélancolie amoureuse.

## Biographie
Jacques Ferrand appartient à une famille de notables agenais. Son frère, Jean, est avocat du roi en la chambre des élus d’Agenais. Un cousin du nom de Le Blanc est conseiller au siège présidial d'Agen. Il a été reçu docteur en droit et docteur en médecine à la faculté de Toulouse. S'il s'est dirigé vers la médecine, il a aussi exercé un temps la profession d'avocat. Il a choisi d'exercer la médecine et il réside, dès 1606, à Castelnaudary. Il en devient deuxième consul, en 1612, puis premier consul, en 1618. Il a publié en 1610 Traité de l'essence et guérison de l'amour, ou de la mélancholie érotique dédié à très-haut et très-puissant prince Claude de Lorraine, duc de Chevreuse, prince de Joinville, pair de France, dont il était le médecin ordinaire, ce qui n'indique qu'une fonction honorifique. Il a dû faire partie d'un cercle d'humanistes car dans la version de 1623 de son traité Jacques Ferrand mentionne 322 philosophes, médecins et poètes, anciens et modernes pour soutenir ses arguments. La première édition du livre, en 1610, ne semble pas avoir rencontré une large diffusion. Aucune mention de ce texte n'est faite avant sa condamnation, en 1620. Didier Foucault essayant d'expliquer les raisons de cette condamnation, l'a reliée à la condamnation au bûcher, en août 1618, à Toulouse, d'un prétendu médecin italien, Pompeo Usciglio, pour blasphèmes et propagation de l'athéisme, exécuté le 9 février 1619. Cette identité était fausse, et rapidement il est apparu qu'il s'agissait de Giulio Cesare Vanini qui avait été condamné par la Sorbonne en 1616. Le parlement de Toulouse décide le 26 octobre 1619 de visiter tous les libraires de la ville, de saisir et de brûler les livres juger pernicieux par l'Inquisition. Une nouvelle visite des libraires est faite le 3 août 1620 à la recherche de deux livres de Vanini, Amphitheatrum æternae providentiæ et De admirandis naturæ arcanis, et le traité de Jacques Ferrand. C'est cette condamnation d'un traité donnant « des remèdes damnables pour se faire aimer des dames », qui a amené Jacques Ferrand, alors à Paris car il dédie cette édition à « Messieurs les étudiants en médecine à Paris », à reprendre la rédaction de son traité en le développant mais en expurgeant les parties condamnées et en se protégeant des attaques éventuelles des théologiens. Cependant Jacques Ferrand persiste dans son appréciation de la mélancolie érotique comme une maladie ordinaire à soigner, refusant les explications par des causes surnaturelles. La date de sa mort n'est pas connue.

## Traicté de l'Essence et Guérison de l'Amour ou de la Mélancholie Érotique(1610)
En 1610, Jacques Ferrand publie à Toulouse son Traicté de l'essence et guérison de l'amour ou de la mélancholie érotique, le seul ouvrage qu'on connaisse de lui. Celui-ci est dédié à Claude de Lorraine, duc de Chevreuse, dont Jacques Ferrand était le médecin ordinaire, ainsi qu'à sa sœur, Jeanne de Lorraine, prieure du Monastère de Prouilhe.
Dix ans après sa première publication, en 1620, une décision du Tribunal ecclésiastique de l'archevêché de Toulouse condamna l'ouvrage, « jugé grandement pernicieux pour les bonnes mœurs et fort scandaleux et impie, rapportant à l'usage prophane et lascif la parole de l'écriture sainte, favorisant la doctrine des mathématiciens judiciaires. » Il fut alors retiré des librairies et interdit à la vente. Pour Michel Jeanneret, « par-delà les motifs invoqués par le tribunal, on peut avancer sans risque une explication plus générale (...) : Le Traité déplace dans le champ de la médecine profane, qui de surcroît est une discipline pratique, des questions - le traitement de la mélancolie, la conduite sexuelle - qui relèvent normalement de la morale et de la cure d'âme : le terrain des directeurs de conscience. »
Cependant, dès 1623, une deuxième édition « avec privilège du Roy », « remaniée certes, et notablement augmentée » fut publiée à Paris, sous le titre modifié De la maladie d'Amour ou mélancholie érotique et avec une épître aux étudiants de la faculté de médecine de Paris. Le traité de Jacques Ferrand fut traduit en anglais par Edmund Chilmead et publié à Oxford en 1640.

## Histoire et clinique de laMélancolie érotique
Jacques Ferrand, « médecin poète », très imprégné de la culture humaniste de la Renaissance, se réfère, dans son ouvrage, à une longue tradition de penseurs et de médecins : Paul d'Égine, Avicenne, Arnau de Vilanova, Marsile Ficin ou Bernard de Gordon. « Son savoir encyclopédique, écrit Yves Hersant, inclut non seulement les sources anciennes, mais aussi la tradition arabe de l'amor hereos (...) qui remonte au Viaticum de Haly Abbas ». Et ainsi peut-on lire dans le Dictionnaire historique et critique de Pierre Bayle :
« Quoique le but de Jacques Ferrand soit de ne considérer l'amour qu'en tant qu'il se change quelquefois en maladie corporelle, en fureur, en mélancolie, il ne laisse pas de dire beaucoup de choses qui se rapportent à l'amour en général. »
Jacques Ferrand doit sans doute beaucoup à André du Laurens (1558 - 1609), médecin ordinaire d'Henri IV et professeur à l'Université de Montpellier, qui publia en 1594 ses Discours de la conservation de la veuë : des maladies melancholiques : des catarrhes, & de la vieillesse, dont le second discours « auquel est traité des maladies mélancholiques, et du moyen de les guérir » était, selon Beecher et Ciavolella, éditeurs modernes du texte de 1623, « matière entièrement digérée, mémorisée et absorbée » par Ferrand.
Dès les premières pages de son traité (édition de 1610), le médecin précise le projet clinique de l'ouvrage : « Ainsi, mon intention est d'expliquer les remèdes qui servent à la précaution et guérison de l'amour, en tant que maladie, passion, ou forte perturbation d'esprit deshonnête, démesurée et revêche à la raison ».
Dans un avis au lecteur (édition de 1623), Jacques Ferrand écrit : « Nous voyons tous les jours plusieurs beaux esprits épris de quelque beauté périssable, et à parfois imaginaire, tellement piqués et tourmentés de la folie d'Amour, qu'ils en ont l'imagination dépravée et le jugement altéré, qui à l'imitation de ce sot Philosophe, au lieu de rechercher quelque remède salutaire à leur mal, nient que leur folie soit maladie et emploient tout leur étude à chanter les louanges de l'Amour, et de la cause de leur indisposition. »
Jacques Ferrand définit « l'Amour ou passion Érotique [comme] une espèce de rêverie, procédante d'un désir déréglé de jouir de la chose aimable, accompagnée de peur, et de tristesse. » Et, s'appuyant sur la théorie des humeurs élaborée par Hippocrate puis par Claude Galien, il explique : « L'humeur Mélancholique étant froide rafroidit non seulement le cerveau, mais aussi le cœur siège de la puissance courageuse, qu'on nomme irascible, et abbat son ardeur, de là vient la crainte. La même humeur étant noire rend les esprits animaux, grossiers, obscurs et comme enfumés, qui doivent être clairs, purs, subtils et lumineux». »
Après avoir décrit les symptômes de la maladie d'amour, le traité envisage les remèdes de précaution que l'on pourra appliquer afin d'éviter de succomber à la « beauté tyranne » (page 155). Ce sont d'abord les remèdes diététiques : on s'abstiendra de sel et de « viandes fort nourrissantes » et on préfèrera la pomme ou la figue, « symbole de douceur ». Puis viennent les remèdes d'artifice ou de séduction : on cultivera « la beauté du corps qui jointe à celle de l'esprit est, dit Platon, un éclair resplendissant du souverain Bien » et on se vêtira selon la « mode la plus récente », en choisissant « la couleur que l'on saura plus agréable à sa Dame » (page 157) ; on usera de « la parole [qui] est le plus beau fard » (page 160) et l'on se rendra aux « jeux, bals et mascarades où l'on déguise son sexe » (page 162). Mais, comme le rappelle le médecin, « la vertu de tous ces aliments et médicaments est vaine si l'objet n'est aimable et si l'amant n'est robuste et adestre de son naturel au jeu d'amour » (page 185). On aura alors recours aux remèdes d'accomplissement amoureux : car « non seulement la jouissance de la chose aimée guérit l'amour extrême, mais aussi la seule puissance d'en jouir » (page 149); et « il n'y a rien, dit Plutarque, qui fasse plus aimer qu'aimer » (page 181).
Ces remèdes, cependant, pouvant se révéler impuissants à éviter la tristesse qui accompagne la mélancolie érotique, le médecin se voit ainsi « contraint de recourir aux deux parties de la médecine thérapeutique, Pharmacie et Chirurgie » (page 211). À partir du chapitre XXVI, le traité de Jacques Ferrand expose les différentes médications nécessaires : purgations, saignées, bains, « sangsues derrière les oreilles et sur la plaie un grain d'Opium (...), semences froides de pavot et des amandes » (page 217).
En conclusion l'auteur, médecin philosophe, rappelle « le plus souverain remède de toute la Médecine, la perfection de sagesse » de celui qui, comme Démocrite, « se riait de la vanité et folie des hommes, et demeurait en extase, épris de la beauté de la sagesse » (page 221).

## La transition d'une passion auXVIIesiècle
Selon Oswald Spengler, « Renaissance, rinascita, signifiait le nouveau sentiment cosmique faustien, la nouvelle expérience du moi dans l'infini ». Et Giorgio Agamben note qu'« après une première réapparition chez les poètes d'amour du Duecento (XIIIe siècle), le grand retour de la mélancolie commence avec l'humanisme ».
Jean Starobinski qualifie la Renaissance, d'« âge d'or de la mélancolie ». Et dans l'introduction à sa nouvelle traduction du traité De Nihilo publié en 1510 par Charles de Bovelles, Pierre Magnard écrit également à propos de la Renaissance : « C'est le temps de la mélancolie. La figure emblématique, due au burin de Dürer, semble accuser la vanité des sciences et des techniques […] Dürer n'est pas le seul mélancolique ; Marsile Ficin, Jean Pic de la Mirandole conviendront qu'ils souffrent de ce fléau ; c'est vraiment le mal du siècle. ».
Don Adriano de Armado, un des personnages de Love's Labour's Lost (Peines d'amour perdues), une pièce que Shakespeare écrivit probablement autour de 1595, demande à son page : « – Garçon, quel signe voit-on quand, chez un homme d'esprit élevé, monte la mélancolie ? – Un grand signe, Monsieur, est qu'il a l'air triste. – Mais quoi ! La tristesse et la mélancolie sont une et la même chose. ».
Orlando, le personnage trans-historique dont Virginia Woolf écrit la biographie imaginaire et qui commence sa vie à l'Ère élisabéthaine, apogée de la Renaissance anglaise, est tenu dans l'incertitude d'une passion amoureuse pour la jeune princesse russe Sasha : « Alors, soudain, Orlando tomberait dans une de ses humeurs mélancoliques ; la vue de la vieille femme clopinant sur la glace en était peut-être la cause, ou peut-être rien ; et il se jetterait lui-même face contre glace et plongerait son regard au fond des eaux gelées et penserait à la mort. Car le philosophe a toute raison, qui dit que rien de plus épais que la lame d'un couteau ne sépare le bonheur de la mélancolie ; et il continue en opinant que l'un est le compère de l'autre ; et il en tire la conclusion que tous les extrêmes du sentiment sont les alliés de la folie (...) « Tout s'achève dans la mort », dirait Orlando, assis tout droit, le visage voilé d'une obscure tristesse ».
Le philosophe espagnol Ortega y Gasset n'écrivait-il pas à propos de Don Quichotte : « Je pense qu'il est avant tout El caballero de la melancolia (Le Chevalier de la mélancolie) ». Et Rogerio, le personnage central de Tirso de Molina dans la pièce El Melancólico (1611), déclare : « Je suis à ce point pris d'amour que je ne sais si je vis en moi-même ». Ainsi, en suivant l'anthropologue mexicain Roger Bartra, pourrait-on qualifier la période de ce tournant du siècle, telle qu'il a pu la repérer à partir de cinq textes publiés des deux côtés de l'océan entre 1558 et 1607, de « Siglo de Oro de la melancolia » (Siècle d'or de la mélancolie).
À l'article « Mélancolie » du Vocabulaire européen des philosophies, Marie-Claude Lambotte peut commenter ainsi : « Cette passion [la mélancolie] a donc donné lieu aux XVIe et XVIIe siècles à une catégorie particulière de mélancolie : la « mélancolie érotique », comparée à une sorte de « rage d'amour » ou « folie amoureuse », expression qu'un médecin comme Jacques Ferrand traduit du mot « erotomania ». Sans doute pourrait-on la considérer comme une « maladie du désir », sans pour cela commettre un anachronisme, puisque l'auteur fait nommément du désir une cause efficiente de l'affection. »
L'importance du Traité de Jacques Ferrand est soulignée dans le manuel Psychologie clinique publié sous la direction de Serge Netchine : « Forme de transition entre un aristotélisme tardif et une clinique des passions et des désarrois de l'entendement, le livre de Jacques Ferrand est un moment de « passe épistémologique » de tout premier ordre. »

## La mélancolie des mystiques
Pour une rapide mise en contexte historique et intellectuel de cette « transition d'une passion », on rappellera que Jakob Böhme, le philosophe mystique dont l'influence sur l'idéalisme et le romantisme allemands fut déterminante, était contemporain de Jacques Ferrand. Il écrit en 1621 un traité Des quatre complexions ou « instruction au temps de la tentation pour un cœur continuellement triste et tenté », dont le plus long chapitre est consacré à la complexion mélancolique qu'il caractérise ainsi : « Le tempérament ou la Complexion Mélancolique est de la nature et de la propriété de la terre, froide, roide, sombre, triste, affamée de la lumière (comme la terre) et toujours dans la crainte de la colère de Dieu ». Et Roger Bartra rappelle avec justesse que « la relation entre l'extase mystique et la mélancolie fut quelque chose de plus qu'une puissante ressource baroque pour les poètes. Ce fut une menace réelle qui harcela les hommes et les femmes qui cherchaient intensément un chemin personnel et direct vers Dieu ».
Le Discours de la réformation de l'homme intérieur de Jansénius fut publié en 1642 par l'abbé de Saint-Cyran, directeur spirituel des religieuses de Port-Royal, et c'est en 1649 que Descartes  publiera son traité des Passions de l'âme .

## Publications
- Jacques Ferrand - Traicté de l'essence et guérison de l'amour ou de la mélancholie érotique - Colomiez éditeurs - Toulouse, 1610 (1re édition) - Sur le site de la BNF, Gallica
- Jacques Ferrand - De la maladie d'amour ou mélancholie érotique. Discours curieux qui enseigne à cognoistre l’essence, les causes, les signes, & les remèdes de ce mal fantastique - Denis Moreau - Paris, 1623 (2e édition)
- Il existe actuellement deux éditions critiques de l'ouvrage de Jacques Ferrand :
  - Traité de l'essence et de la guérison de l'amour ou de la mélancolie érotique (texte de la 1re édition de 1610) - Gérard Jacquin et Éric Foulon - Ed. Anthropos - Paris, 2001[39] ;
  - A treatise on Lovesickness (traduction et présentation du texte de la 2e édition de 1623) - Donald A. Beecher and Massimo Ciavolella - Syracuse University Press - 1990 ; Édition française : De la maladie d'amour ou mélancolie érotique - Éditions Classiques Garnier - Paris, 2010